# 古秩父湾堆積層及び海棲哺乳類化石群
古秩父湾堆積層及び海棲哺乳類化石群（こちちぶわんたいせきそうおよびかいせいほにゅうるいかせきぐん）は、埼玉県秩父地方にある古秩父湾時代の地層及び同所における多様な生物群を象徴する海棲哺乳類の複数の化石。日本国内初の複合天然記念物である（2016年3月指定）。

## 概要
秩父地方の地下には約1,700万年前に誕生して約1,500万年前に消滅した古秩父湾の地層が堆積しており、地質学の観察場所として知られていた。2016年3月1日付けで、秩父地方に存在するこの年代の地層を観察できる露頭6か所と海棲哺乳類の化石9点とが「古秩父湾堆積層及び海棲哺乳類化石群」の名称で国の天然記念物に指定された。複数の露頭と化石群がセットで天然記念物に指定されたのは日本で初めてである。また、埼玉県における国の天然記念物指定は、1968年（昭和43年）の「平林寺境内林」（新座市）以来、48年ぶりであった。化石の一部は埼玉県立自然の博物館で展示されている。

## 指定物件

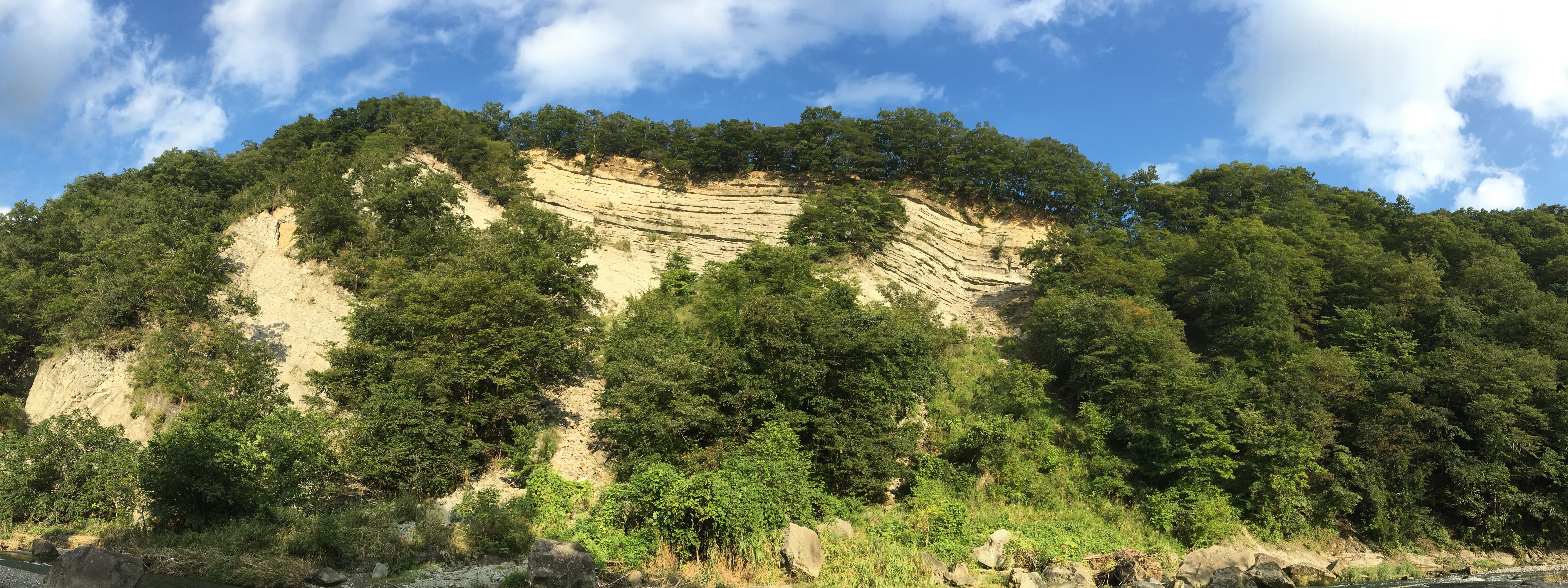
「ようばけ」のパノラマ写真

- 前原の不整合（個人所有） - 秩父郡皆野町大渕
  - （北緯36度4分8.3秒 東経139度5分7.4秒 / 北緯36.068972度 東経139.085389度）
- 犬木の不整合（個人所有） - 秩父郡小鹿野町三山

（北緯36度1分28.0秒 東経138度57分43.8秒 / 北緯36.024444度 東経138.962167度）
- 取方の大露頭（国・秩父市・個人所有） - 秩父市下吉田

（北緯36度2分19.9秒 東経139度2分48.1秒 / 北緯36.038861度 東経139.046694度）
- ようばけ（個人所有） - 秩父郡小鹿野町長留、日本の地質百選
  - （北緯36度1分6.1秒 東経139度2分51.1秒 / 北緯36.018361度 東経139.047528度）
- 大野原パレオパラドキシア化石産地（国所有） - 秩父市大野原
  - （北緯36度1分42.1秒 東経139度5分13.0秒 / 北緯36.028361度 東経139.086944度）
- 新田橋の礫岩露頭（横瀬町所有） - 秩父郡横瀬町横瀬
  - （北緯35度59分16.0秒 東経139度6分18.9秒 / 北緯35.987778度 東経139.105250度）
- 海棲哺乳類化石群9件（埼玉県所有） - 秩父郡長瀞町長瀞（埼玉県立自然の博物館保管）